# Famille Friedel
Pour les articles homonymes, voir Friedel.
 (juillet 2024).
Si vous disposez d'ouvrages ou d'articles de référence ou si vous connaissez des sites web de qualité traitant du thème abordé ici, merci de compléter l'article en donnant les références utiles à sa vérifiabilité et en les liant à la section « Notes et références ».
La famille Friedel est une famille française originaire d'Alsace et de religion protestante à laquelle appartiennent plusieurs grands scientifiques et ingénieurs fortement liés aux Ecoles des mines de Paris, Nancy et Saint-Etienne. 
Cet article retrace ce que l'on sait de la forte imprégnation par les sciences dures et biologiques dans cette famille qui comporte par ailleurs  des musiciens, des juristes, des pasteurs protestants, des aquarellistes et des romanciers ... et des gens qui vivent calmement ou non leur vie à l'abri du bruit et de la fureur du monde.

## Origines
Jusqu'au XVIIIe siècle, les Friedel sont des tanneurs de Wissembourg. Un premier tanneur Johann Peter Friedel (1670-1749), luthérien, quitte Wissembourg pour s'installer tanneur de cuirs rouges, rue du Bain aux Plantes dans le quartier de la Petite France à Strasbourg. Son arrière-petit-fils, Charles Friedel (1798-1882) est le fils d'un négociant en cuir, ami de la Constitution, qui fait fortune en fournissant les brides à l'armée de Valmy. Lui-même négociant en primeurs et en épices et banquier des familles, il épouse la fille de Louis Georges Duvernoy, médecin et zoologiste, professeur au collège de France et directeur du Muséum national d'histoire naturelle. De cette union naît un deuxième Charles Friedel,.

## Personnalités

### Personnalités scientifiques liées aux Écoles des mines, au Corps des mines et autres personnalités scientifiques descendant de Charles Friedel
- Charles Friedel (2e du nom ; 1832-1899) déménage à Paris en 1850 après avoir passé son baccalauréat à Strasbourg en présence de Louis Pasteur comme examinateur et avoir eu avec lui un entretien sur la minéralogie, pour habiter chez son grand-père Duvernoy. Celui-ci le présente à Charles Adolphe Wurtz, professeur de chimie à la Sorbonne, ainsi qu'à Louis Cordier  (minéralogiste, patron du Corps des mines et président du conseil commun des Écoles des mines). Friedel a dès lors 2 occupations : la chimie avec Würtz et la minéralogie à l'École des mines. Membre de l'Académie des sciences, professeur à la Sorbonne et à l'École normale supérieure, on lui doit la création de l'École nationale supérieure de chimie de Paris. Il est cofondateur à Paris avec Philippe de Clermont, le chimiste et physicien, de l'École pratique des hautes études, de l'Institution alsacienne (1871) au 36, rue des Écoles pour l'éducation de son fils Georges avec les deux fils de Clermont selon les principes plus libéraux et plus modernes du Gymnase Jean Sturm de Strasbourg ; puis avec Adolphe Wurtz, le grand chimiste et médecin, Charles Robert, un archéologue et numismate, ancien conseiller d’État, Gabriel Monod, historien professeur au Collège de France, et Alphonse Parran, ingénieur, il participe à la fondation de l'École alsacienne (1874) qui remplacera cette première expérience. À la suite de sa participation au deuxième appel en faveur de la révision du procès du capitaine Alfred Dreyfus (pétition Grimaux-Friedel ou "pétition du lendemain")[3], il fait partie des fondateurs de la Ligue des droits de l'homme. Il est membre du premier Comité central de la Ligue, de juin 1898 à sa mort. Il épouse, en première noces, avec Émilie Koechlin (1837-1871) qui est la fille de Émile Koechlin (1808-1883), ingénieur, qui fut maire de Mulhouse, puis, en secondes noces, Charles Friedel épouse Louise Salomé Combes.
  - Georges Friedel (1865-1933) est issu du premier mariage de Charles Friedel avec Émilie Koechlin, fille de Émile Koechlin, ingénieur, industriel et un temps maire de Mulhouse. Georges, X-Mines, devient directeur de l'École des mines de Saint-Étienne où il découvre des propriétés optiques des cristaux liquides. Après le retour de l'Alsace à la France, Georges Friedel déménage à Strasbourg où il est doyen de la faculté des sciences. S'étant marié à Hélène Berger-Levrault, il devient président de la société Berger-Levrault, qu'il réimplante à Strasbourg en novembre 1919[4]. Il est membre correspondant de l'Académie des Sciences de Paris.
    - Marguerite Friedel, fille de Georges, épouse Louis Crussard (1876-1959), X-Mines, sorti major de l'X, qui, après avoir été professeur à l'École des mines de Saint-Etienne, crée l'École des mines de Nancy en 1914 avec le doyen Paul Petit[5].
      - Charles Crussard (1916-2008), fils de Louis Crussard, X-Mines, est un éminent métallurgiste, professeur à l'École des mines puis directeur scientifique de Pechiney[6]. Son cousin Jacques Friedel a été à l'origine du livre L’œuvre scientifique de Charles Crussard 1916-2008[7].
      - Jean Crussard (1911-1986 ; X 1930), fils de Louis et frère de Charles Crussard, fait carrière dans la physique des particules et la physique nucléaire au laboratoire de physique à Polytechnique dirigé par Louis Leprince-Ringuet.

    - Charles Friedel (3e du prénom ; 1893-1970), fils de Georges Friedel et de Hélène Berger-Levrault, PDG de la société Berger-Levrault à la place de son père de 1940 à 1965. Son fils Charles Eugène Philippe Friedel (X 1943) lui succède de 1965 à 1988. Enfin, Marc Friedel (ENS) dirige l'entreprise de 1988 à 1999[4].
    - Edmond Friedel (1895-1972), fils de Georges, X-Mines, sorti major de l'X, devient sous-directeur puis directeur de l'École des mines de Paris. Pendant la 2e guerre mondiale, il aide des étudiants juifs à se cacher ou à partir, et d'autres, menacés par le STO, à gagner préférentiellement les Mines du Nord de la France. Il crée en décembre 1941 le BRPM (ancêtre du BRGM) dont il devient le directeur. Il est vice-président du Conseil général des mines en fin de carrière[8].
      - Jacques Friedel (1921-2014), fils de Edmond, X-Mines, est considéré comme un père de la science des matériaux. Membre de plusieurs académies scientifiques, dont l'Académie des Sciences de Paris qu'il préside de 1992 à 1994, il est décoré de la Grand-croix de la Légion d'honneur.
        - Paul Friedel (né en 1955, X 1976), fils de Jacques, est un physicien comme ses ancêtres, spécialisé dans la physique de surface des semi-conducteurs. Il dirige Télécom Bretagne et ensuite l'IMT Atlantique. Il est délégué général de l'Académie des Technologies.
        - Jean Friedel, fils de Jacques et de Mary Horder et frère de Paul, est médecin dermatologue en Bourgogne, y a créé et dirigé un service hospitalier, et a développé un réseau loco-régional de télédermatologie depuis 2004 ; il est généalogiste amateur.

  - Lucie Friedel, fille cadette du chimiste et minéralogiste Charles Friedel.
    - x Benoît
      - Henri Benoît (1921-2009), professeur de chimie à l'Université de Strasbourg, est le petit-fils de Lucie Friedel (1867-1957)
        - Alain Benoit (1948- ) est physicien des très basses températures à Grenoble. Il est membre de l'Académie des Sciences.
        - Nicole Benoît-Bopp est professeur de mathématiques à l'Université de Strasbourg.
          - Laurent Bopp est directeur de recherche au CNRS, et travaille au  Laboratoire des Sciences du Climat et de l'Environnement (LSCE), à l'Institut Pierre-Simon Laplace (IPSL), sur le cycle du carbone dans l'océan et s’intéresse en particulier à l’évolution du puits de carbone océanique ; il a été élu à l'Académie des Sciences en janvier 2025.

    - Geneviève Benoît
      - François Lequeux (1961- ), physicien, spécialiste des polymères et directeur scientifique de l'ESPCI ParisTech, fils de Geneviève Benoit (soeur de Henri Benoît et elle-même élève de l'École Normale Supérieure de Sèvres) et de l'astrophysicien James Lequeux, et donc descendant de Lucie Friedel, la cadette des enfants de Charles Friedel.
      - Nicolas Lequeux, frère de François Lequeux, professeur à l'ESPCI et à l'Université Pierre et Marie Curie, est quant-à lui spécialisé dans la structure des céramiques et ciments.

  - Marguerite Friedel, issue du premier mariage de Charles Friedel avec Émilie Koechlin, qui épouse le professeur Auguste Piccard, aéronaute suisse, inventeur du ballon stratosphérique.
    - Jacques Piccard (1922-2008), arrière-petit-fils de Charles Friedel, est un océanographe et océanaute suisse, co-inventeur avec son père du bathyscaphe Trieste et personnellement codétenteur du record de plongée (−10 916 m) dans la fosse des Mariannes en 1960.
      - 
        - Bertrand Piccard (1958 -), fils de Jacques Piccard, est un psychiatre, explorateur et environnementaliste suisse, qui "a réussi, avec le pilote britannique Brian Jones, le premier tour du monde en ballon (du 1er au 21 mars 1999) à bord du ballon Breitling Orbiter 3 et a codéveloppé et piloté l'avion solaire Solar Impulse, en alternance avec André Borschberg, autre pilote avec lequel il réalise un tour du monde de mars 2015 à juillet 2016". "Il est le fondateur et président de la Fondation Solar Impulse, et depuis 2012, est « Champion de la Terre », un projet des Nations unies pour l'environnement."

  - Jean Friedel (1874-1941), botaniste, fils de Charles Friedel et de sa 2e épouse, Louise Combes (1838-1908), qui est la fille de Charles Combes, directeur de l'École des mines de Paris, membre de l'Académie des Sciences.
    - Charles Henri Friedel (1917-1990) est professeur de Sciences naturelles au Lycée Voltaire et actif dans le parti socialiste et dans l'Église protestante.

Curieusement, Charles, Georges, Edmond et Jacques Friedel ont habité un moment ou un autre dans le même appartement de fonction de l'École des mines de Paris ; il s'agissait de l'appartement du directeur du musée de minéralogie de l'École, qui devient en 1880 celui du sous-directeur de l'École.

## Autres personnalités descendant de Jean Daniel Friedel
Jean Daniel Friedel (1707-1777), tanneur à Strasbourg, est le grand-père du chimiste Charles Friedel. Par sa fille Madeleine (née en 1762) et son petit-fils Guillaume Friedel, Jean Daniel est l'arrière-grand-père de : Victor Henri Friedel (1867-1947), philologue et spécialiste de la pédagogie allemande.
|                              | Domaine scientifique                                                                    | Relations avec les Écoles des mines | Autres occupations notoires                                                                          | Distinctions académiques | Distinctions nationales                                                   |
| Charles Friedel (1832-1899)  | Minéralogie et chimie                                                                   | Conservateur du musée de minéralogie Recherches sur la synthèse des minéraux                                                              | Professeur ENS et Sorbonne Fondateur de l'École de chimie de Paris Cofondateur de l'École alsacienne | Membre Académie des sciences | Officier de la Légion d'honneur                                           |
| Georges Friedel (1865-1933)  | Cristallographie et géologie                                                            | Élève du corps des mines Directeur de l'École des mines de Saint-Étienne                                                                  | Doyen de la faculté des sciences de l'Université de Strasbourg Président de Berger-Levrault          | Membre correspondant Académie des sciences | Officier de la Légion d'honneur                                           |
| Edmond Friedel (1895-1972)   | Minéralogie                                                                             | Élève du corps des mines Directeur de l'École des mines de Paris Directeur par intérim de l'École des mines de Douai                      | Fondateur et directeur du BRPM Membre de la résistance Vice-président du Conseil général des mines   | | Grand officier de la Légion d'honneur                                     |
| Jacques Friedel (1921-2014)  | Physique du solide (dislocations, structure électronique des impuretés dans les métaux) | Elève du corps des mines Chercheur au laboratoire de minéralogie de l'École                                                               | Professeur de physique à l'Université Paris-Sud Fondateur du Laboratoire de physique des solides     | Membre Académie des sciences (France) Membre étranger des Académies de Suède, de Belgique, Léopoldine, du Brésil, de l'American Academy of Arts and Sciences, de la National Academy of Sciences | Grand-croix de la Légion d'honneur                                        |
| Paul Friedel (né en 1955)    | Structure électronique des surfaces                                                     | Directeur de l'École nationale supérieure Mines-Télécom Atlantique Bretagne Pays de la Loire                                              | Directeur de Télécom Bretagne                                                                        | Délégué général de l'Académie des technologies | Chevalier de l'ordre national du Mérite                                   |
| Louis Crussard (1876-1959)   | Géologie                                                                                | Élève du corps des mines Professeur à l'École des mines de Saint-Etienne Cofondateur et Directeur technique de l'Ecole des mines de Nancy | Inspecteur général des mines                                                                         | Directeur honoraire de l'Ecole des mines de Nancy | Officier de la Légion d'honneur                                           |
| Charles Crussard (1916-2008) | Métallurgie                                                                             | Élève du corps des mines Professeur et chef du Centre de recherche de métallurgie à École des mines de Paris                              | Directeur scientifique de Péchiney                                                                   | | Chevalier de la Légion d'honneur Commandeur de l'ordre national du Mérite |

## Pour approfondir